# 藤原実綱
藤原 実綱（ふじわら の さねつな）は、平安時代中期から後期にかけての貴族、歌人、漢詩人。従三位・藤原資業の次男。官位は正四位下・式部大輔。別称、日野実綱。

## 経歴
後一条朝の万寿年間（1024年-1028年）に文章得業生となり、長元元年（1028年）父の藤原資業に次いで二代続けて対策に及第する。長元2年（1029年）若くして大学助に任ぜられ、長元4年（1031年）六位蔵人に補せられる。
後朱雀朝に入ると、従五位下・宮内大輔に叙任され、長暦元年（1037年）親仁親王が東宮に立てられると東宮学士を兼ねる。長暦4年（1040年）には左衛門権佐にも任ぜられている。
寛徳2年（1045年）親仁親王が即位（後冷泉天皇）すると正五位下に叙せられ、翌寛徳3年（1046年）五位蔵人に補せられるとともに大学頭も兼ねた。また、永承4年（1049年）従四位下、永承5年（1050年）正四位下と後冷泉朝の前期に急速に昇進を果たす。のち、永承6年（1051年）文章博士、康平5年（1063年）式部権大輔、康平6年（1064年）式部大輔と学者として諸官を歴任した。
その後、後冷泉朝・後三条朝・白河朝の三朝約20年近くに亘って式部大輔兼文章博士を務めたが、位階は正四位下に留まり公卿昇進は果たせなかった。またこの間の治暦3年（1068年）には能因を従えて伊予守として現地に赴任している。永保2年（1082年）3月23日卒去。享年71。最終官位は式部大輔兼文章博士正四位下。
漢詩人として『本朝続文粋』に漢詩作品が採録されている。

## 官歴
- 万寿年間：文章得業生
- 長元元年（1028年） 10月25日：対策[2]
- 長元2年（1029年） 正月：大学助（文章得業生労）[3]
- 長元4年（1031年） 2月17日：六位蔵人（大学助秀才）[4]
- 日付不詳：従五位下。宮内大輔[5]
- 長暦元年（1037年） 8月17日：兼東宮学士（春宮・親仁親王）[5]
- 長暦4年（1040年） 正月：右衛門佐、検非違使宣旨、学士如元[5]。11月10日：左衛門権佐[6]
- 時期不詳：従五位上[5]
- 寛徳2年（1045年） 4月5日：正五位下
- 寛徳3年（1046年） 2月20日：五位蔵人。10月：大学頭
- 永承2年（1047年） 6月：但馬守[7]。12月7日：還大学頭[7]
- 永承4年（1049年） 正月：従四位下[5]
- 永承5年（1050年） 正月：正四位下[5]。3月15日：見但馬守[6]
- 永承6年（1051年） 日付不詳：文章博士[5]
- 天喜6年（1058年） 正月：兼美作守[8]
- 康平5年（1063年） 日付不詳：兼式部権大輔[5]
- 康平6年（1064年） 正月：兼式部大輔[8]
- 治暦元年（1066年） 8月2日：見美作守[9]
- 治暦3年（1068年） 2月：兼伊予守[8]
- 延久4年（1072年） 4月15日：見式部大輔伊予守[10]
- 承保3年（1076年） 正月：兼備中守[8]
- 永保3年（1083年） 3月23日：卒去（式部大輔兼文章博士正四位下）[5]

## 系譜
- 父：藤原資業
- 母：藤原師長の娘
- 妻：源道成の娘
  - 長男：藤原有綱（?-1082）
  - 次男：藤原有俊（1036[11]-1102）
  - 三男：藤原有信（1039-1099）
  - 四男：藤原有定（1043-1094）
- 生母不詳の子女
  - 男子：藤原有長
  - 男子：藤原実国
  - 女子：藤原宗俊室